# Dick van Keulen
Dick van Keulen (Wassenaar, 13 juni 1924 – Houten, 20 februari 2019) was een Nederlands predikant binnen de Protestantse Kerk in Nederland. Hij speelde een belangrijke rol bij de introductie van de charismatische vernieuwing in de Gereformeerde Kerken in Nederland.

## Levensloop
Van Keulen groeide op in Wassenaar. Na de oorlog kwam hij bij de gemeente Wassenaar te werken als ambtenaar. In 1947 besloot hij dominee te worden. Na vier jaar avondgymnasium volgde Van Keulen de studie theologie aan de Vrije Universiteit in Amsterdam. Deze rondde hij in 1956 af.
Op dat moment was Van Keulen getrouwd met een weduwe met vier kinderen. Haar man was in de Tweede Wereldoorlog in het verzet omgekomen. Zelf kwam zij in 1959 om tijdens een vakantie in Oostenrijk doordat ze van een steile rots viel. Haar kinderen werden verder door Van Keulen opgevoed, maar dit ging met veel moeite gepaard. Zelf kwam hij uit een gezin waar weinig over persoonlijke zaken gesproken werd en daarom vond hij het ook lastig om contact te leggen met de kinderen. Daar kwam bij dat hij het eerste jaar na haar dood niet thuis was omdat hij werkzaam was als legerpredikant.
In 1960 werd hij predikant in de Gereformeerde Kerk in Oldenhove. Na vijf jaar werd Van Keulen beroepen door de Gereformeerde Kerk in Zeist. Daar was hij vijfentwintig jaar werkzaam tot aan zijn emeritaat. In 1971 leerde Van Keulen zijn tweede vrouw Diddy kennen in Jeruzalem in het Huis op de Berg. Dit is een huis van Near East Ministry gelegen op de Olijfberg. Zij was werkzaam als verpleegkundige in een ziekenhuis op de Gazastrook. Datzelfde jaar nog trouwden zij met elkaar.
Na de dood van zijn eerste vrouw kwam Van Keulen in contact met een groep Hervormde, Gereformeerde en Christelijk Gereformeerde dominees. Onder leiding van predikant Dinko Molenaar kwamen zij regelmatig bijeen om voor elkaar te bidden en samen de bijbel te studeren. Tijdens een van de bijeenkomsten onderging Van Keulen een ervaring die hij omschreef als de doop met de Heilige Geest. Na deze ervaring sprak hij ook 'in tongen, iets dat uitzonderlijk was binnen de Gereformeerde Kerk in die tijd. Als gevolg van de ervaring onderging hij naar eigen zeggen een geloofsvernieuwing en kon hij ook beter zijn gevoelens uiten, iets waar hij tot dan toe moeite mee had gehad. Van Keulen raakte betrokken bij de Charismatische beweging. Ook werd hij in 1964 redactielid voor het charismatische tijdschrift Vuur.
Na zijn emeritaat bleef Van Keulen regelmatig voorgaan in diensten. Ook sprak hij vaak op (jongeren)-conferenties en bijeenkomsten en werd met enige regelmaat geïnterviewd in de media. In veel van zijn preken legde hij de nadruk op de rol van de Heilige Geest.
Van Keulen trad de laatste jaren van zijn leven niet meer publiekelijk naar buiten, omdat hij leed aan dementie. In 2018 verscheen nog een boek van zijn hand met de titel Jezus. De teksten had hij in een eerder stadium geschreven. Door zijn ziekte was hij niet meer in staat het af te maken, waarna de teksten door anderen werden geredigeerd. In 1985 had hij het boek Groeien in geloof geschreven.
Van Keulen overleed in 2019 op 94-jarige leeftijd.